# Hans Baltisberger

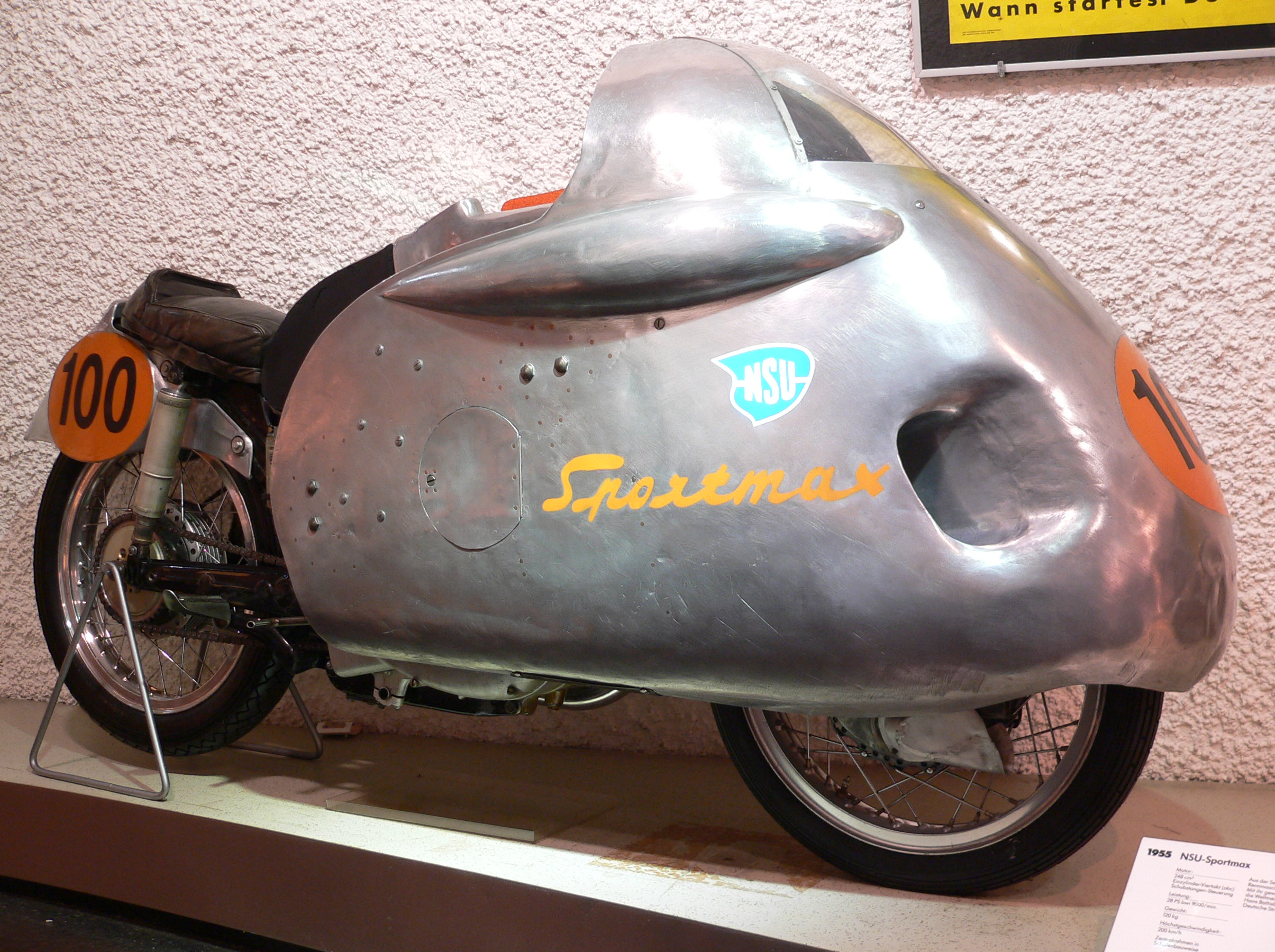
Motocykl NSU Sportmax

Hans Baltisberger (10. září 1922, Betzingen (Reutlingen), Německo – 26. srpna 1956, Brno) byl německý motocyklový závodník, dvojnásobný mistr Německa a účastník mistrovství světa, kde jeho největším úspěchem bylo celkové páté místo v kubatuře do 250 cm³ v sezoně 1954.

## Život
Hans Baltisberger se narodil do rodiny lékaře Dr. Wilhelma Baltisbergera. Měl tři sestry. Absolvoval gymnázium a poté se učil tiskařem. Odešel do Paříže studovat umění, odkud si odnesl dokonalou znalost francouzštiny a též přezdívku Jean. Založil kapelu, hrál velmi dobře na klavír, oblíbil si zejm. Gershwina. Vojenskou službu ve druhé světové válce přežil bez zranění. V r. 1946 začal podnikat jako grafik na volné noze a založil reklamní studio HABAL-Reklame. Vedle toho se však věnoval i své vášni – motocyklovým závodům.

## Smrt
Baltisberger zahynul v roce 1956 po pádu na brněnském (dnes Masarykově) okruhu ve Velké ceně Československa, která tehdy ještě nebyla součástí mistrovství světa. Start závodu kubatury do 250 cm³ se konal na suchu, ale v jeho průběhu začalo pršet. Baltisberger vedl až do předposledního šestého kola, za ním jeli Hans Kasser a Bob Brown. Během závodu však začalo pršet a Baltisberger se v rychlém levotočivém oblouku v úseku mezi Žebětínem a Kohoutovicemi (před „Farinovou zatáčkou“) dostal v rychlosti takřka 200 km/h na vlhký okraj vozovky. Následoval pád, jeho motocykl NSU Sportmax trefil telefonní sloup, sám Baltisberger vlétl do lesa a na místě svým zraněním podlehl.
Ve stejném závodě a na tom samém místě havaroval i sovětský závodník Viktor Kulakov, jehož motocykl vlétl mezi diváky a jedenáct jich zranil. Později v ten samý den se jel ještě závod třídy do 500 cm³, kde po nárazu do stromu zahynul Francouz Michel Mouty.
Baltisbergerův pohřeb se konal 1. září 1956 v jeho rodišti. Smutečnímu průvodů vzdaly hold tisíce lidí. Jako čestná stráž doprovázeli pohřební vůz známí jezdci, včetně prvního německého motocyklového mistra světa Wernera Haase.

## Odkaz
Po Baltisbergerově smrti nesla zatáčka, kde skonal, jeho jméno. Když byl v roce 1964 vypuštěn úsek trati vedoucí přes Žebětín, začalo se tak říkat pravotočivé zatáčce ve sjezdu ze „Staré dálnice“ před Farinovou zatáčkou („Farinkou“).
Na místě nehody stojí od roku 1978 Baltisbergerův pomník (souřadnice 49°11′51″ s. š., 16°31′4″ v. d.). Autor pomníku, Němec Adolf Söhnlein, sám v roce 2007 zahynul při dopravní nehodě. Na pomníku je uvedeno nesprávné datum narození (16. září).
Bohumil Hrabal napsal povídku Smrt pana Baltisbergera, která byla v roce 1965 pod názvem Smrt pana Baltazara zfilmována Jiřím Menzelem v rámci povídkového filmu Perličky na dně.
V Betzingenu, Baltisbergerově rodišti, je po něm od roku 1976 pojmenována ulice (Hans-Baltisberger-Straße).
Jeho syn Harald, který se stal lékárníkem, se narodil v roce 1948 a zemřel v roce 2004. Je pochován vedle svého otce.

## Seznam největších úspěchů
- 1951 – Vicemistr Německa ve třídě do 350 cm³ (na stroji AJS).
- 1953 – Třetí na Ulster Grand Prix v kategorii do 125 cm³.
- 1954 – Druhý na Ulster Grand Prix v kategorii do 250 cm³.
- 1954 – Celkové páté místo v mistrovství světa ve třídě do 250 cm³.
- 1955 – Mistr Německa v kategorii do 250 cm³ (na stroji NSU).
- 1956 – Třetí na Tourist Trophy na ostrově Man v kategorii do 250 cm³. (též držitel nejrychlejšího kola)
- 1956 – Mistr Německa v kategorii do 250 cm³ (posmrtně).